# Leptotheca gaudichaudii
Leptotheca gaudichaudii är en bladmossart som beskrevs av Schwaegrichen 1824. Leptotheca gaudichaudii ingår i släktet Leptotheca och familjen Rhizogoniaceae. Inga underarter finns listade i Catalogue of Life.